# Великі Кліщі
Великі Кліщі — колишнє село у Базарській волості Овруцького повіту Волинської губернії та Великокліщівській сільській раді Базарського, Овруцького, Малинського і Народицького районів Коростенської і Волинської округ, Київської та Житомирської областей. У 1923—1990 роках — адміністративний центр однойменної сільської ради.

## Загальна інформація
Розташовувалося за 23 км південно-східніше районного центру Народичі, за 50 км від найближчої залізничної станції Малин. Через село проходив автошлях Народичі—Малин—Київ.

## Населення
1859 року в поселенні було 53 двори та 428 мешканців, з них 208 чоловіків та 220 жінок. Станом на 1885 рік в селі мешкало 580 осіб, налічувалося 57 дворових господарств.
Відповідно до результатів перепису населення Російської імперії 1897 року, загальна кількість мешканців села становила 954 особи, з них: православних — 851, юдеїв — 103, чоловіків — 472, жінок — 482.
Наприкінці XIX століття кількість населення становила 976 осіб, дворів — 188.
У 1906 році у селі налічувалося 1 055 мешканців, дворів — 147, у 1923 році — 229 дворів та 1 420 мешканців.
Станом на 1 жовтня 1941 року в селі налічувався 201 двір та 848 мешканців, з них 359 чоловіків та 489 жінок.
Станом на 1972 рік кількість населення становила 786 осіб, дворів — 261.
Відповідно до результатів перепису населення СРСР, кількість населення, станом на 12 січня 1989 року, становила 540 осіб.

## Історія

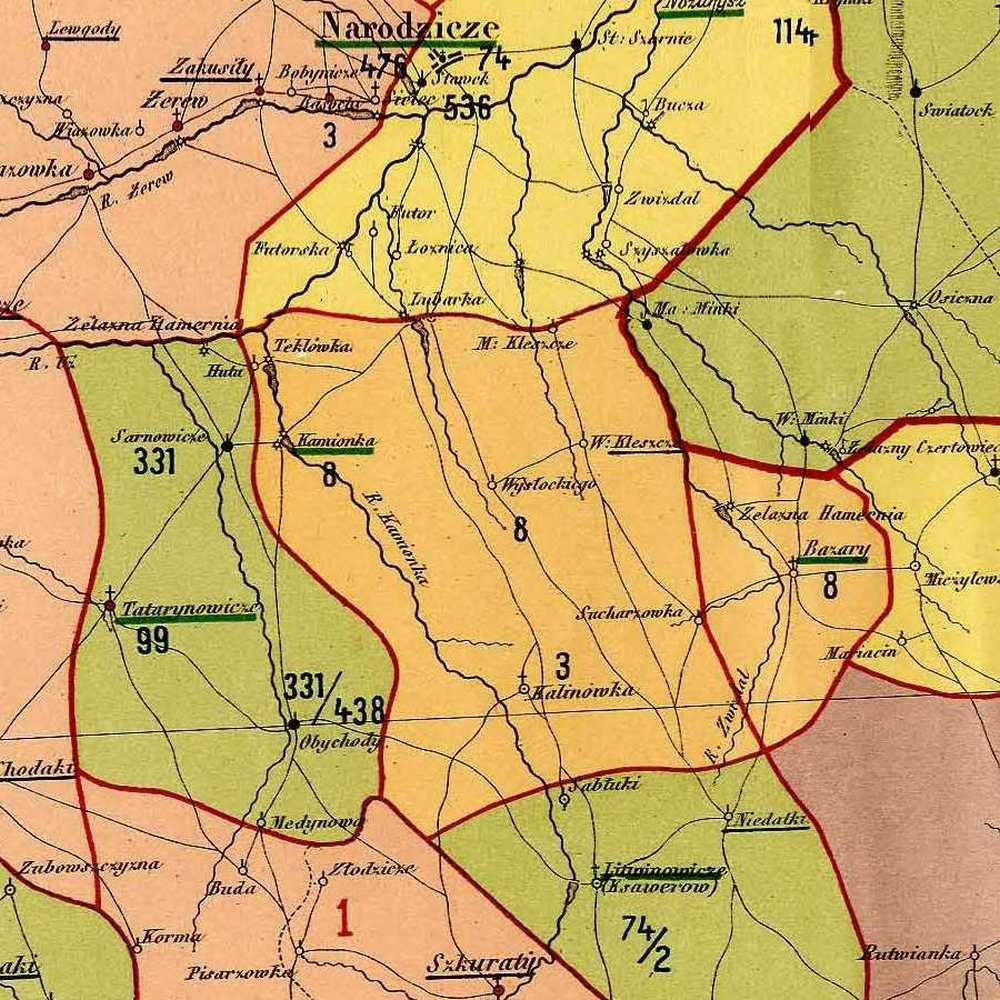
Атлас «Землі Руські» Речі Посполитої. Епоха на зламі XVI—XVII століть

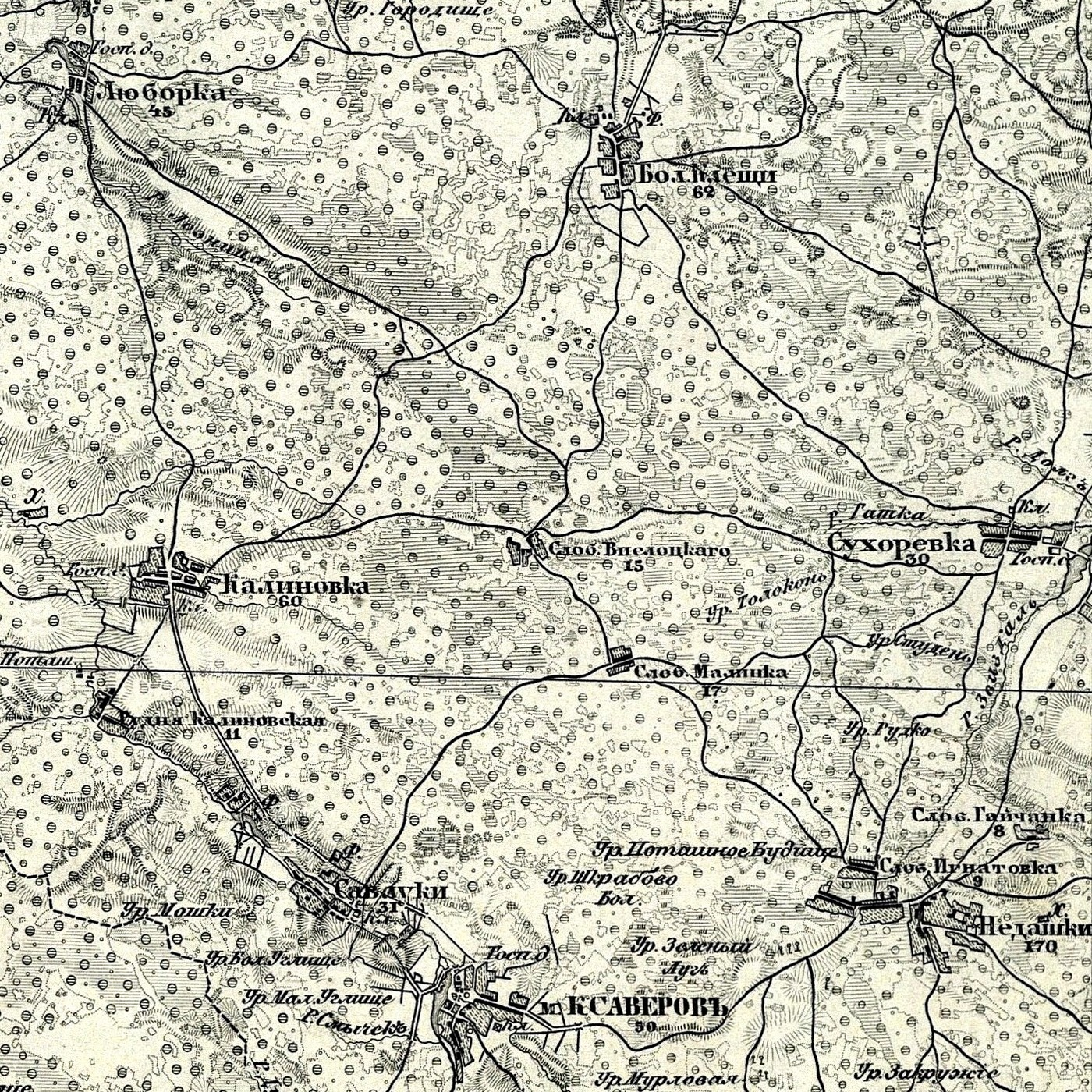
Військово-топографічна мапа західної частини Російської імперії (1867 р.)

Перша письмова згадка датується кінцем XVII століття. Згадується в люстрації Київського воєводства 1754 року як с. Кліщі (пол. Kleszcze), дідицтво київського хорунжого Міхала Павши.
У 1859 році — Великі Кліщі, поміщицьке поселення в межах Овруцького повіту Волинської губернії. Належить до 1 стану. Розташоване при річці Ослів, на відстані від повітового міста 40 верст, від стану — 15 верст.
Станом на 1885 рік — колишнє власницьке село Базарської волості Овруцького повіту Волинської губернії. Був заїзд.
Наприкінці 19 століття — село Базарської волості Овруцького повіту, на річці Ослів, за 42 версти від Овруча, належало до православної парафії у Базарі (8 верст). Церкву святого Архістратига Михаїла збудовано у 1889 році.
У 1906 році — село Базарської волості (1-го стану) Овруцького повіту Волинської губернії. Відстань до повітового центру, м. Овруч, становила 42 версти, від волосного центру, містечка Базар — 8 верст. Найближче поштово-телеграфне відділення розміщувалося в Овручі.
9 листопада 1921 року, під час Листопадового рейду, через Великі Кліщі проходила Подільська група (командувач Сергій Чорний) Армії Української Народної Республіки.
У 1923 році включене до складу новоствореної Великокліщівської сільської ради, яка, 7 березня 1923 року, увійшла до складу новоутвореного Базарського району Коростенської округи, адміністративний центр ради. Розміщувалося за 8 верст від районного центру, міст. Базар.
У 1937 році репресовано священника церкви Святого Миколая Миколу Сіомука Микола Іванович (нар. 1888), с. Торговище, Мацеївська волость, Ковельський повіт), Волинська губернія). Українець, освіта середня, священик. Мешкав у с. Великі Кліщі Базарського району Житомирської області. Заарештований 23 жовтня 1937 року. Обвинувачувався за статтею 54-10 Кримінального кодексу УРСР. За постановою трійки при УНКВС по Житомирській області від 11 листопада 1937 року ув'язнений до ВТТ на 10 років. Реабілітований 1989 року.
На фронтах німецько-радянської війни воювали 164 селян, з них 150 нагороджені орденами й медалями, зокрема А. Г. Антоненко — кавалер трьох орденів Слави. В центрі на їх честь села споруджено пам'ятник.
У радянські часи в селі розміщувалася центральна садиба колгоспу, який обробляв 3 102 га угідь, з них 1 604 га — рілля, 415 га — ліс. 56 колгоспників нагороджено орденами й медалями, серед них голову колгоспу О. Д. Підручного — орденом Трудового Червоного Прапора.
В селі були середня школа, клуб, сільська та шкільна бібліотеки, фельдшерсько-акушерський пункт, відділення зв'язку.
21 січня 1959 року, в складі сільської ради, внаслідок ліквідації Базарського району передане до Народицького району, 30 грудня 1962 року — до складу Овруцького району, 7 січня 1963 року — Малинського району, 8 грудня 1966 року — до складу відновленого Народицького району Житомирської області.
У 1990 році село відселене через радіоактивне забруднення внаслідок аварії на ЧАЕС. Зняте з обліку рішенням Житомирської обласної ради від 28 грудня 1990 року. У 2013 році померла остання жителька села 84-річна Анастасія Петрівна Аврамчук, що мешкала самотньо після загального відселення 1990 року.

## Відомі люди
- Єсипчук Костянтин Юхимович (1935—2009) — український геолог-петрограф, петролог, доктор геолого-мінералогічних наук, лауреат державної премії України в галузі науки і техніки 1998 року.
- Курдиш Іван Кирилович (* 1942) — мікробіолог. Доктор біологічних наук (1993), професор (2000). Лауреат Державної премії України в галузі науки і техніки (2018).